# Георгије I Цариградски
Георгије I Цариградски (у.м 686) је био цариградски патријарх у периоду од 679. до 686. године. Њега је, после једногодишњег епископовања и паузе владавине цариградског патријарха Теодора I, наследио Павле III Цариградски.
Георгија се у Православној цркви помиње као светитељ, а његов празник је 18. август.